# Barcaldine
Barcaldine – miasto w Australii, w stanie Queensland. W 2016 roku zamieszkane przez 1422 osoby.
Jest ważnym węzłem transportowym. W mieście rozpoczyna się Capricorn Highway (do Rockhampton) oraz przebiega przez nie Landsborough Highway (Cloncurry – Morven). Miasto leży również na linii kolejowej Central Western.
Nazwa miasta nawiązuje do Barcaldine w Argyll w Szkocji. Jest używana od 1865 roku.